# DJぷりぷり
セクシーキラー（DJぷりぷり、1984年10月13日 - ）は、クラブDJ、イベント・プランナー、店舗経営者、カラーコーディネーター、モデル、興行師、金太郎、R&Bシンガー、ギャラリーカウンタック所属。東京都中央区出身。2003年、東京都立晴海総合高等学校卒業。2010年、武蔵野美術大学映像学科卒業。同年8月より、東京・浅草橋にて多目的店舗「浅草橋天才算数塾」も経営している。ポテトサラダ研究会を開催。遊びと暮らしの研究も行っている。
2011年6月美術手帖主催神保町BTGALLERYにて、スーパーくいしんぼう展で初個展を開催。ツイッター上でリアル金太郎目撃が話題となり、雑誌などにとりあげられる。以後、金太郎として活動を続けている。その他数々のユニット、ライブなどに参加。ラブミーバンド、DJユニット隙間ロマンスなど幅広い活動で知られている。企画・イベント・キュレーションも数多く、把握しきれていない。
2012年10月12日、自身の生誕祭にて金太郎からこけしへと変化した。2014年2月17日、自身の Facebook , Twitter にてDJぷりぷりからセクシーキラー（sexy killer）に戻ったことを明らかにする。

## 書籍
- 私の天才生活『浅草橋天才算数塾著』（天然文庫）

## 主な個展
- 2011 -『スーパーくいしんぼう展』（BTGALLERY、東京）
- 2013 -『ＤＪぷりぷり絵画展』（浅草橋天才算数塾、東京）

### 主なグループ展
- 2012 - 『インターネットアート　これから　ポストインターネットのリアリティ』（ICC、東京）

### 音楽作品
- 2013 『川(リミックス)』

作詞作曲:入江陽。DJぷりぷり・前田エマによるリミックス。 (入江陽の2013年のアルバム『水』に収録)

## 雑誌・表紙
- 『美術手帖』
- 『NYLON』
- 『BRUTUS』